# Philippe de Ternant

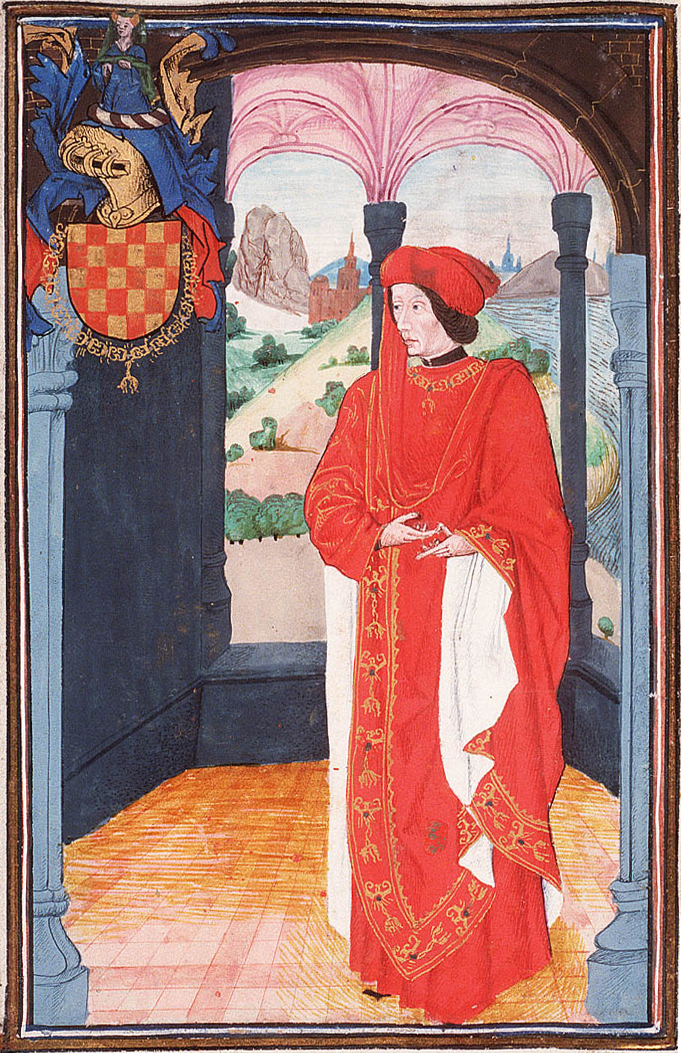
Philippe de Ternant

Philippe de Ternant (* 1400; † 1456) war Kammerherr des Herzogs Philipp des Guten von Burgund.

## Leben
Philippe de Ternant war der Sohn des Hugues II. de Ternant († 1417) aus dessen Ehe mit Alix de Norry. Er wurde Herr von Ternant, La Motte, Thoisy und Limanton.
In der Schlacht von Cravant wurde er 1423 zum Ritter geschlagen. Philippe de Ternant wurde Kommandant der herzoglichen Garde, kämpfte ab 1430 für den Herzog vor allem in Flandern, hielt sich in dieser Zeit zumeist in Brügge auf. Im gleichen Jahr wurde er zum Gründungsmitglied des Ordens vom Goldenen Vlies ernannt. Ab 1433 gehörte er zum „Grand Conseil“ des Herzogs von Burgund. 1435 hatte er das Hofamt des Kammerherrn (chambellan) von Philipp dem Guten inne, der ihn im selben Jahr mit der Baronie Apremont und der Herrschaft Gendrey belehnte. 1436 wurde er Vogt und Gouverneur von Paris. 1451 wurde er angeklagt, während eines Waffenstillstands mit den Engländern einen englischen Kaufmann verhaftet zu haben, und dazu verurteilt, zu einem vor dem Rat des Ordens um Pardon zu bitten, zu anderen, nach Santiago de Compostela zu pilgern.
Er gab in seiner Zeit in Brügge die beiden Triptychen in Ternant (Côte-d’Or) in Auftrag: den Jungfrauenaltar, der das Werk eines flämischen Künstlers ist, und den Passionsaltar, der das Werk eines brabantischen Künstlers ist.

## Familie

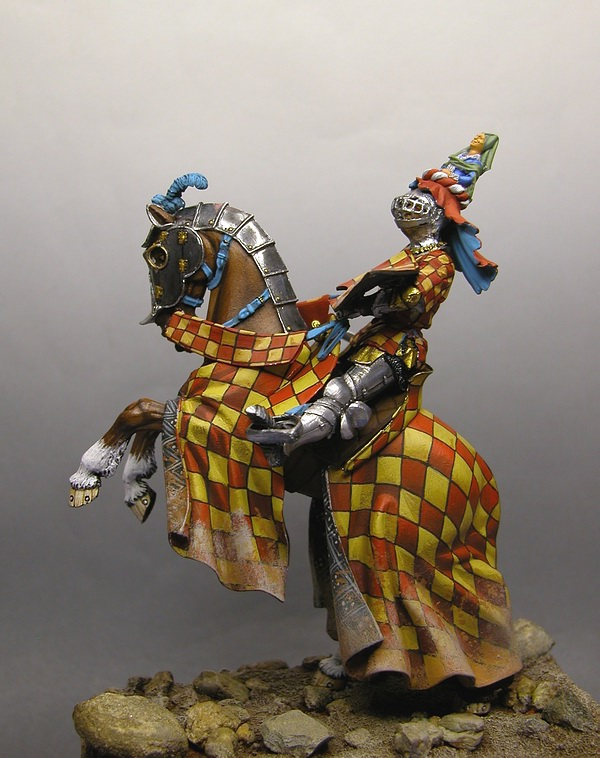
Philippe de Ternant

Philippe de Ternant war verheiratet mit Isabeau de Roye, der Schwester von Guy de Roye. Mit ihr hatte er zwei Kinder:
- Charles de Ternant († 1472), wurde mit Karl dem Kühnen gemeinsam erzogen; er war Gouverneur und Kapitän von Château-Chinon;
- Antoinette de Ternant, ⚭ Louis de La Tremoille (Haus La Trémoille).

## Nachweise
1. ↑  Vgl. dazu den Bericht über die Ordenssitzung in Sonja Dünnebeil (Hrsg.): Die Protokollbücher des Ordens vom Goldenen Vlies, Bd. 1: Herzog Philipp der Gute (1430–1467) (Instrumenta 9). Thorbecke, Stuttgart 2002 (ISBN 3-7995-7273-2), S. 108–110.

| Personendaten    | Personendaten                                        |
| ---------------- | ---------------------------------------------------- |
| NAME             | Ternant, Philippe de                                 |
| KURZBESCHREIBUNG | Kammerherr des Herzogs Philipp des Guten von Burgund |
| GEBURTSDATUM     | 1400                                                 |
| STERBEDATUM      | 1456                                                 |